# Kuiseb
Kuiseb je reka v Namibiji, ki je najbolj znana po dejstvu, da so na enem bregu eni največjih peščenih nasipov na svetu, medtem ko je nasprotni breg gola skala. Peščeni nasipi dosežejo ponekod tudi višino 150 m.
Veter, ki ustvarja te naravne nasipe, razpihuje tudi veliko peska v samo reke, ki ima zato značilno rdečkasto barvo. 